# Manuela Lutze
Manuela Lutze (Blankenburg, 20 marzo 1974) è una canottiera tedesca, vincitrice di 2 medaglie d'oro e una di bronzo nel 4 di coppia alle Olimpiadi.

## Palmarès
- Olimpiadi

Sydney 2000: oro nel 4 di coppia.
Atene 2004: oro nel 4 di coppia.
Pechino 2008: bronzo nel 4 di coppia.
- Campionati del mondo di canottaggio

1999 - St. Catharines: oro nel 4 di coppia.
2001 - Lucerna: oro nel 4 di coppia.
2002 - Siviglia: oro nel 4 di coppia.
2007 - Monaco di Baviera: argento nel 4 di coppia.